# Clotilde de France
Titre
Reine de Sardaigne
16 octobre 1796 – 7 mars 1802
(5 ans, 4 mois et 19 jours)
Signature
Marie-Adélaïde-Clotilde-Xavière de France, dite Madame Clotilde, est née au château de Versailles le 23 septembre 1759 et est morte à Naples le 7 mars 1802. Fille de Louis de France, dauphin de France, et de son épouse Marie-Josèphe de Saxe, elle est la petite-fille du roi Louis XV et la sœur de trois rois de France : les rois Louis XVI, Louis XVIII et Charles X. Elle devint reine de Sardaigne en 1796. 

## Biographie

### Enfance

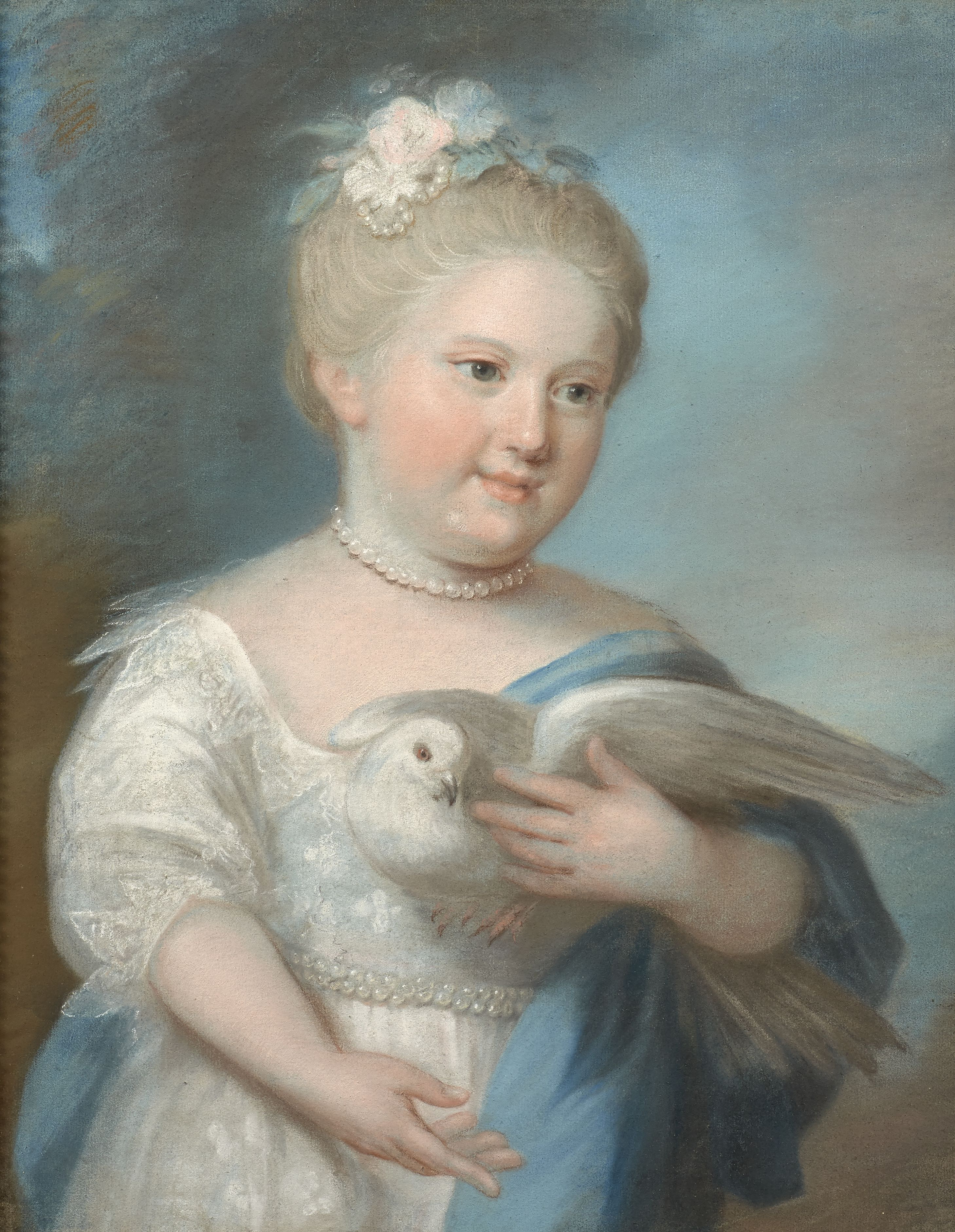
Portrait au pastel de Madame Clotilde par Catherine Read, 1764.

Clotilde de France est ondoyée le 23 septembre 1759, jour de sa naissance, par Nicolas de Bouillé, doyen des comtes de Lyon, évêque d'Autun, premier aumônier du roi. Elle est baptisée le 19 octobre 1761, le lendemain du baptême du duc de Berry, futur Louis XVI, et du comte de Provence, futur Louis XVIII, et le même jour que le comte d'Artois, futur Charles X, par l'archevêque Charles Antoine de La Roche-Aymon dans la chapelle royale du château de Versailles, en présence de Jean-François Allart, curé de l'église Notre-Dame de Versailles. Son parrain est son frère aîné, le duc de Berry, futur Louis XVI, et sa marraine est sa tante Louise de France.
L'adolescente, que la cour surnommait avec méchanceté « Gros Madame » à cause de son embonpoint, fut élevée par la comtesse de Marsan avec sa jeune sœur, Madame Élisabeth (née en 1764). Marie-Thérèse de La Ferté-Imbault, fille de Madame Geoffrin, sera sa préceptrice de philosophie. Madame de La Ferté-Imbault fournira également à la comtesse de Marsan des textes pour les petites comédies jouées par les deux princesses. Clotilde de France devint orpheline de père à l'âge de 6 ans et de mère à l'âge de 8 ans.
En 1770 fut célébré le mariage de son frère aîné le dauphin avec l'archiduchesse d'Autriche Marie-Antoinette. En 1771 et 1773, ses deux autres frères épousèrent des princesses de Savoie. Son grand-père Louis XV mourut en 1774 et son frère aîné devint roi sous le nom de Louis XVI.

### Mariage

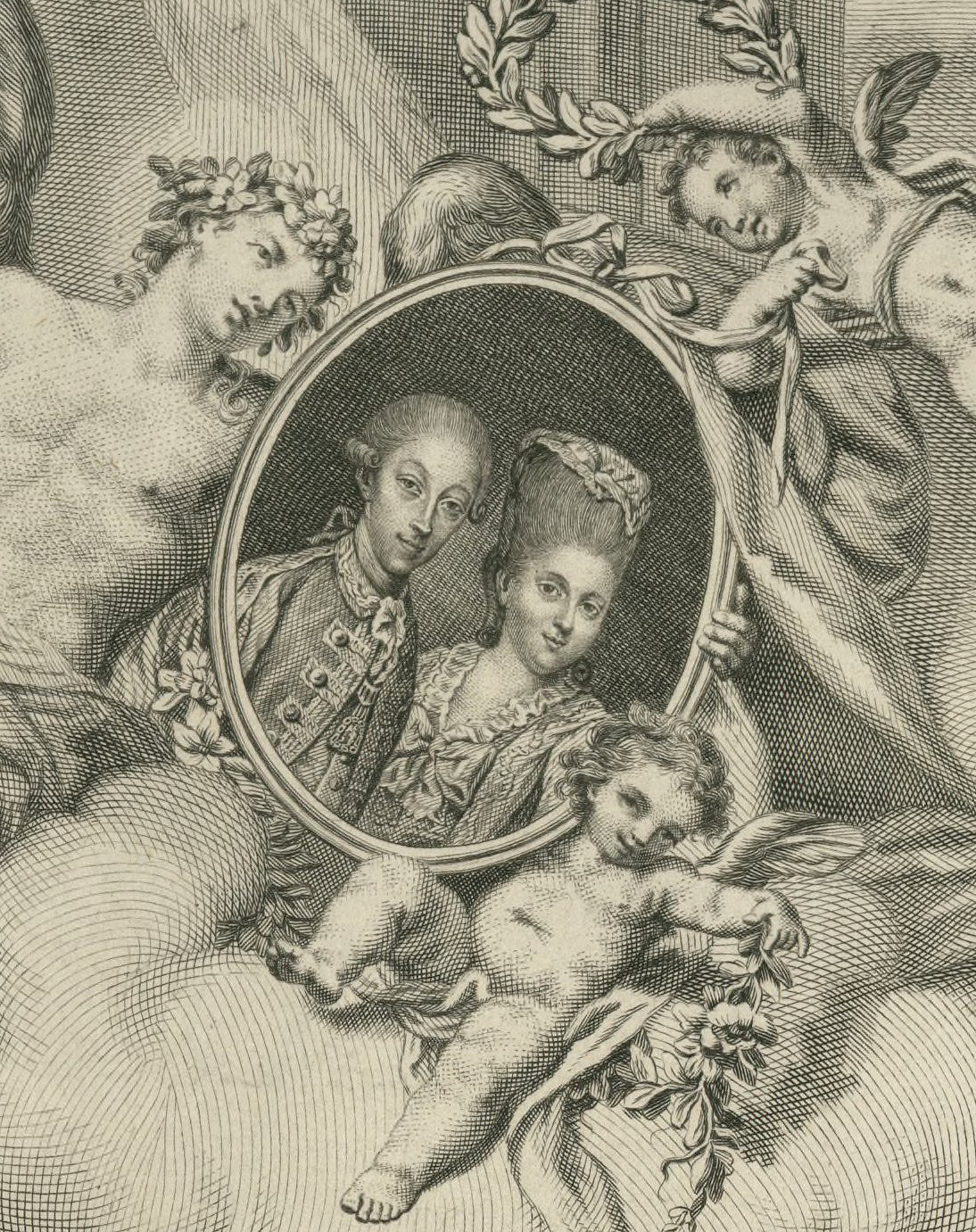
Gravure représentant le prince et la princesse de Piémont.

L'année suivante, elle épousa âgée de 15 ans Charles-Emmanuel de Savoie, prince de Piémont, fils aîné du roi Victor-Amédée III de Sardaigne et de Marie-Antoinette d'Espagne. Ils n’eurent pas d’enfants, mais furent très liés, unis par une piété solide et une foi sincère. Aimée et choyée, la jeune femme perdit son embonpoint.

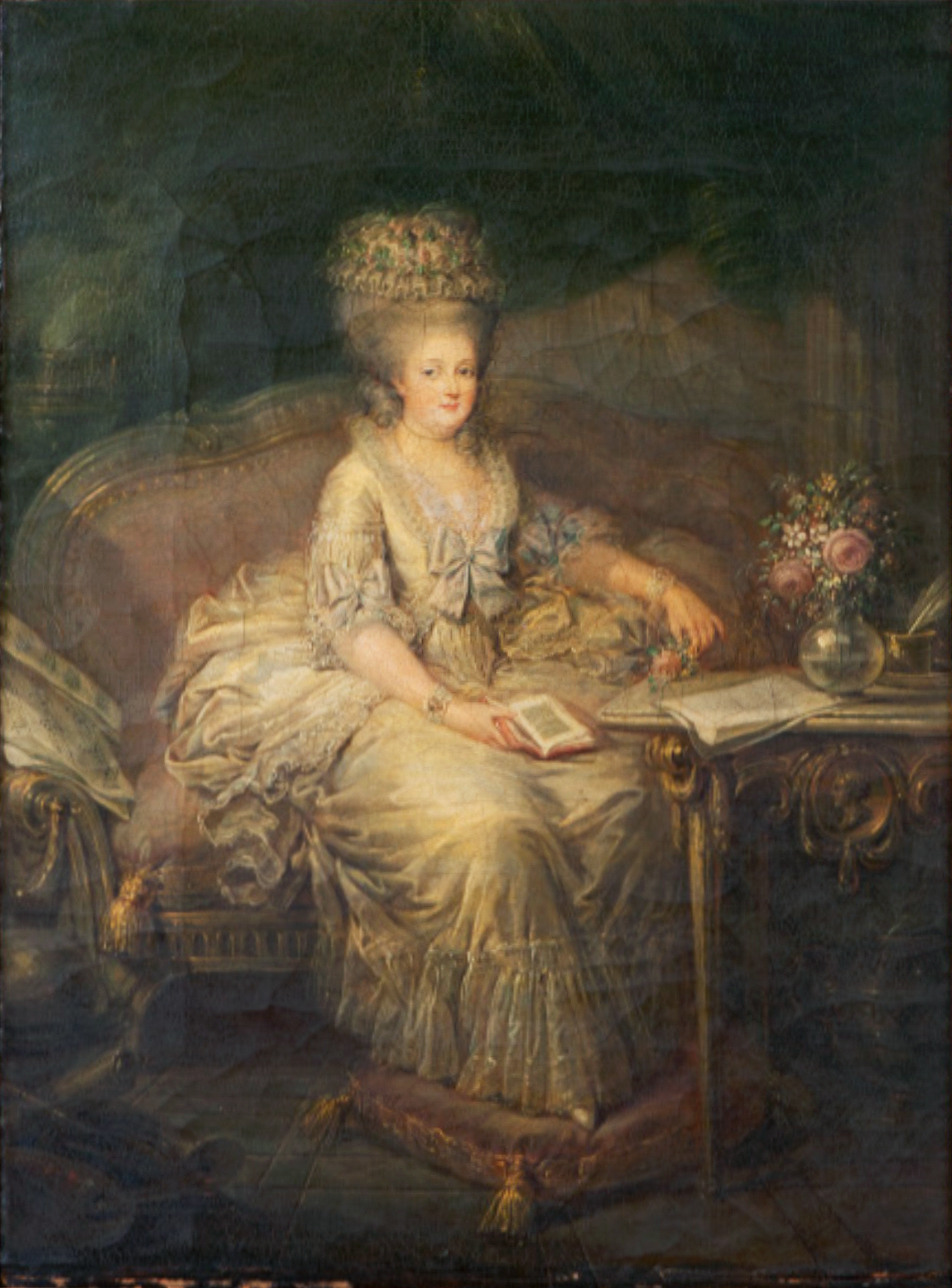
Portrait représentant la princesse de Piémont entre 1775 et 1780 par un artiste inconnu.

Dans ses Mémoires, le comte Hippolyte d'Espinchal, émigré à Turin, rapporte : « La princesse de Piémont que nous avons vue en France sous le nom de Madame Clotilde et que vu son embonpoint on appelait "le Gros Madame" aurait à peine été reconnue d'aucun d'entre nous, tant elle est changée, vieillie, maigrie. Elle a perdu ses dents et toute sa fraîcheur. Elle a cependant aujourd'hui seulement trente ans. Elle n'a point d'enfant. Cela manque à son bonheur car elle est parfaitement heureuse avec son mari qui a pour elle la plus grande vénération, sentiment qu'elle a inspiré à toute la cour. Elle est d'une extrême dévotion et très scrupuleusement attachée à l'étiquette de cette cour, qui n'en est que plus triste. »
La Révolution fut perçue comme une calamité à Turin : la cour avait accueilli dès 1789 le comte d’Artois, frère de Clotilde, qui avait épousé une sœur de Charles-Emmanuel, Marie-Thérèse de Savoie, et leur frère, le comte de Provence, était lui aussi marié à une autre sœur. La princesse de Lamballe, victime des massacres de Septembre, était également membre de la maison de Savoie.
Cependant, si Clotilde eut la joie de revoir son frère le comte d’Artois, parti en émigration avec sa famille dès juillet 1789, et ses tantes, Mesdames, filles de Louis XV, qui émigrèrent en 1791, elle eut la douleur d'apprendre la mort de son frère, Louis XVI, et de sa belle-sœur, Marie-Antoinette, guillotinés en 1793, de sa sœur Madame Élisabeth, guillotinée en 1794, et de son neveu Louis mort à la tour du Temple en 1795, à l’âge de 10 ans.
En 1796, les troupes françaises sous la conduite du général Bonaparte envahissent le nord de l’Italie. Par le traité de Paris, le 15 mai 1796, Le royaume de Sardaigne reconnaît l'annexion par la France du comté de Nice et du duché de Savoie.

### Reine de Piémont-Sardaigne

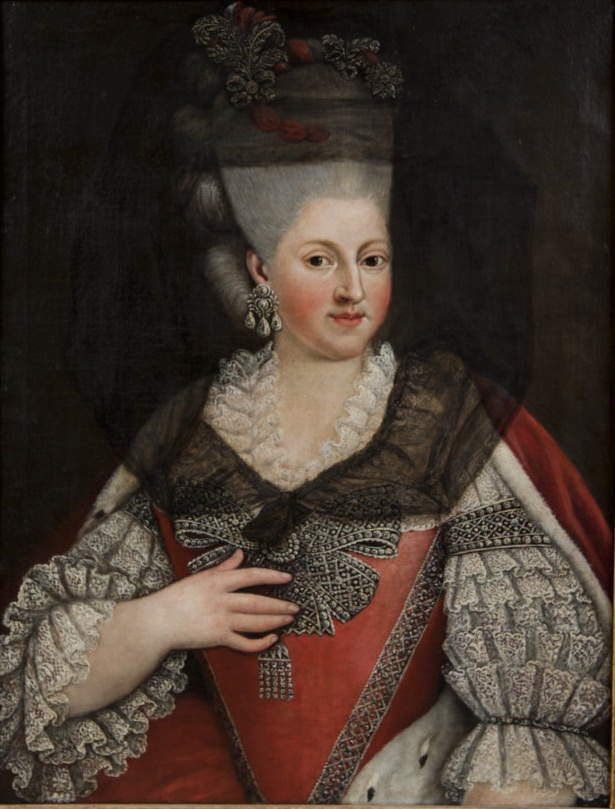
Clotilde, reine de Sardaigne.

Le beau-père de Clotilde meurt le 16 octobre 1796, peu après le traité de Paris, et son mari accède au trône sous le nom de Charles-Emmanuel IV de Sardaigne. Le nouveau souverain tâche d’amadouer la première république française, mais malgré ses protestations d’amitié, le général Joubert envahit ses États en 1798. La cour de Turin se réfugie en Sardaigne (où elle demeure jusqu'en 1814).

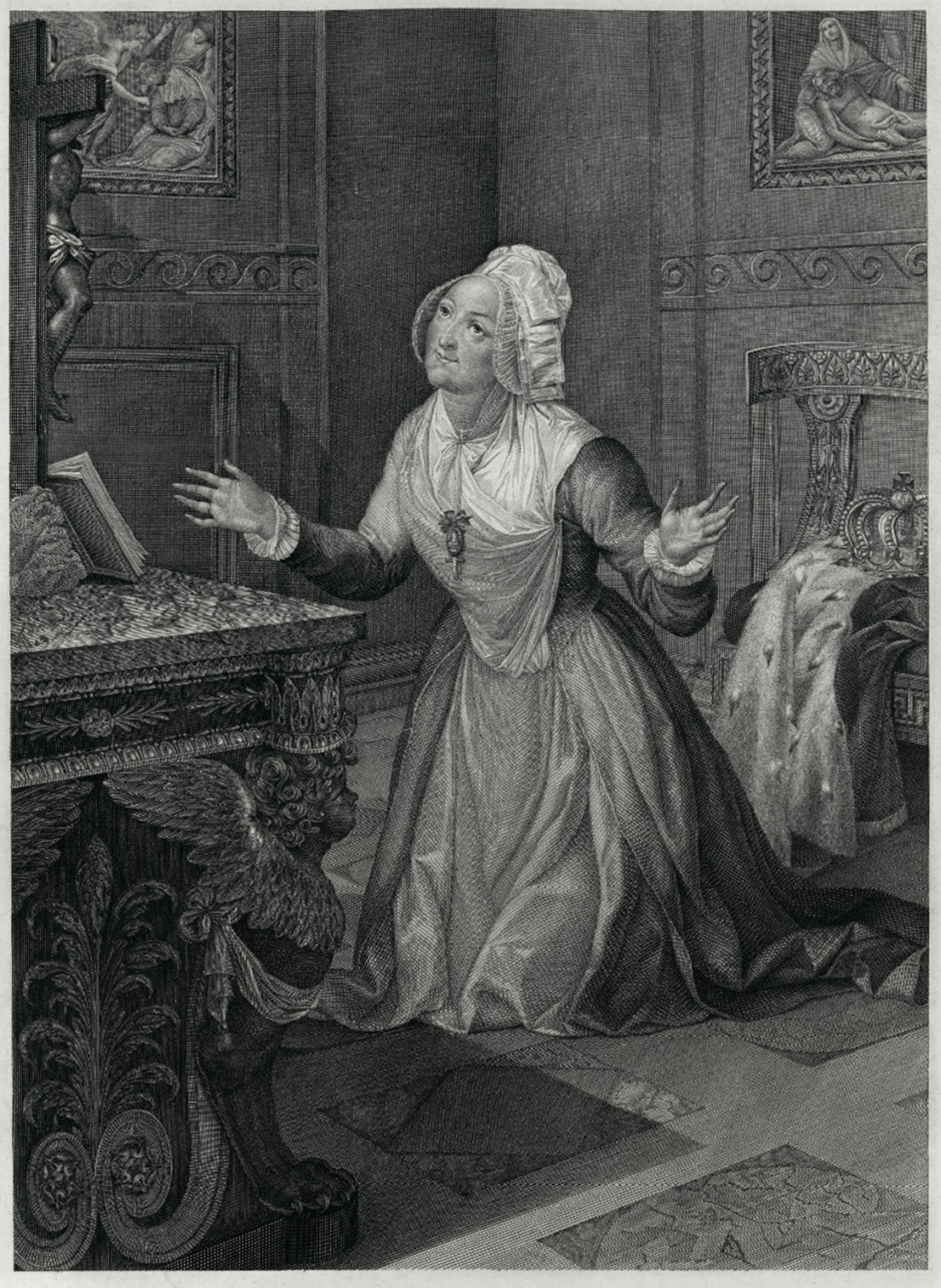
Clotilde de France, reine de Sardaigne, par Bernardino Nocchi, vers 1809.

Désireux de recouvrer leurs possessions continentales, Charles-Emmanuel et son épouse, voyagent en Toscane, à Rome puis à Naples, où Clotilde meurt le 7 mars 1802 à l'âge de 42 ans. Elle est enterrée en l'église Sainte-Catherine-de-Chiaia. Son mari abdique peu après, le 4 juin 1802, en faveur de son frère cadet Victor-Emmanuel et se retire dans un couvent.

## Reconnaissance par l'église catholique
Son procès de canonisation est ouvert à Rome dès 1804 et Clotilde a été déclarée « Servante de Dieu » par l'Église catholique en 1808, par l'introduction de sa cause, première étape vers la reconnaissance de sa sainteté. En 1982, a été publié le décret reconnaissant l'héroïcité de ses vertus, et le titre officiel de « Vénérable ».

## Références

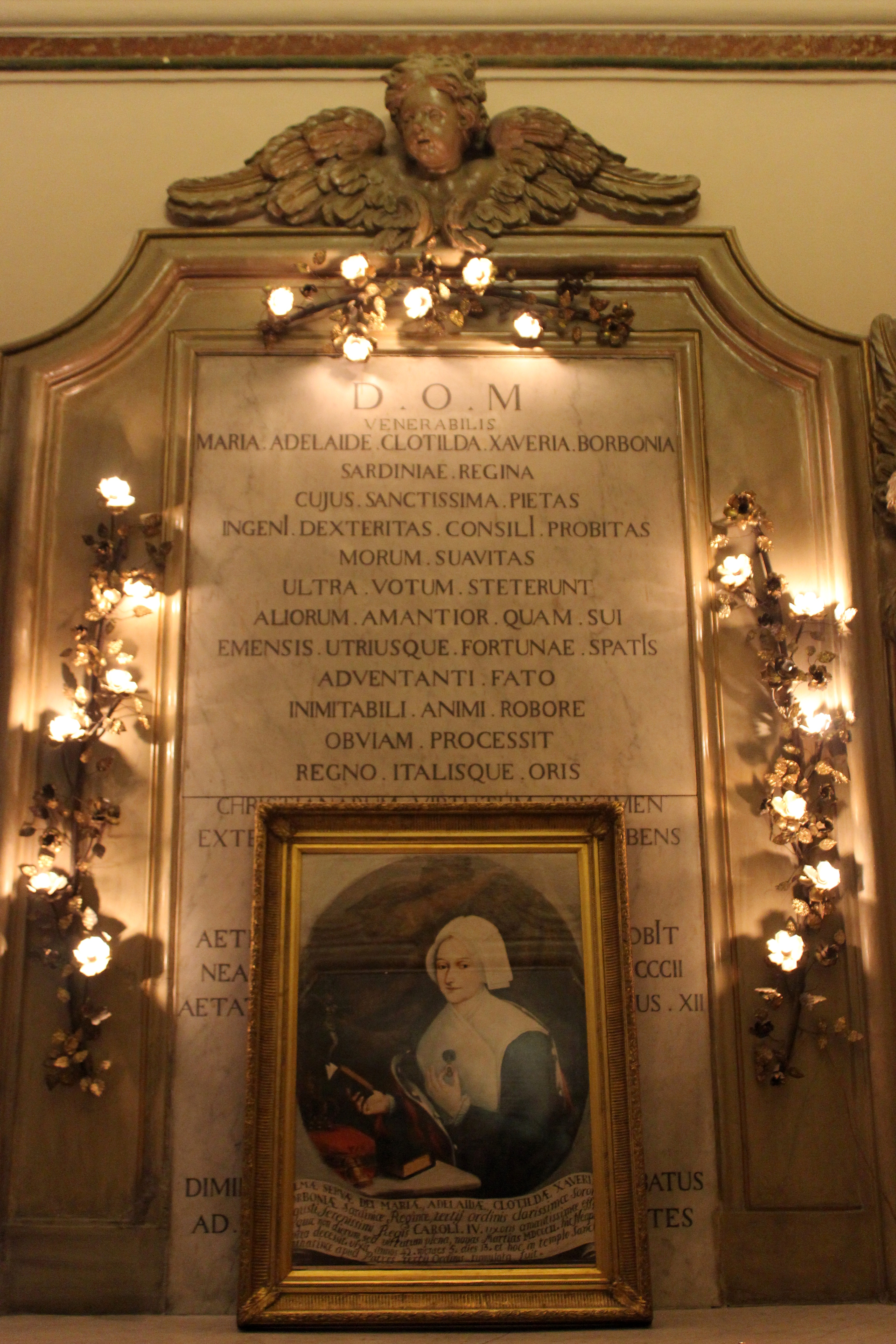
Pierre tombale de la vénérable Clotilde de France, à Naples.